# Garibaldi (Métro Paris)
Der U-Bahnhof Garibaldi ist eine unterirdische Station der Linie 13 der Pariser Métro.

## Lage
Die Station befindet sich in Saint-Ouen-sur-Seine, einem Vorort von Paris an der nördlichen Stadtgrenze der französischen Hauptstadt. Sie liegt längs unter der Avenue Gabriel Péri in Höhe der einmündenden Rue Garibaldi.

## Name
Den Namen gibt die Rue Garibaldi, die nach Giuseppe Garibaldi (1807–1882) benannt ist. Der in Nizza geborene italienische Freiheitskämpfer stellte während des Deutsch-Französischen Kriegs 1870 zur Unterstützung der Französischen Republik ein italienisches Freiwilligenkorps zusammen.

## Geschichte und Beschreibung

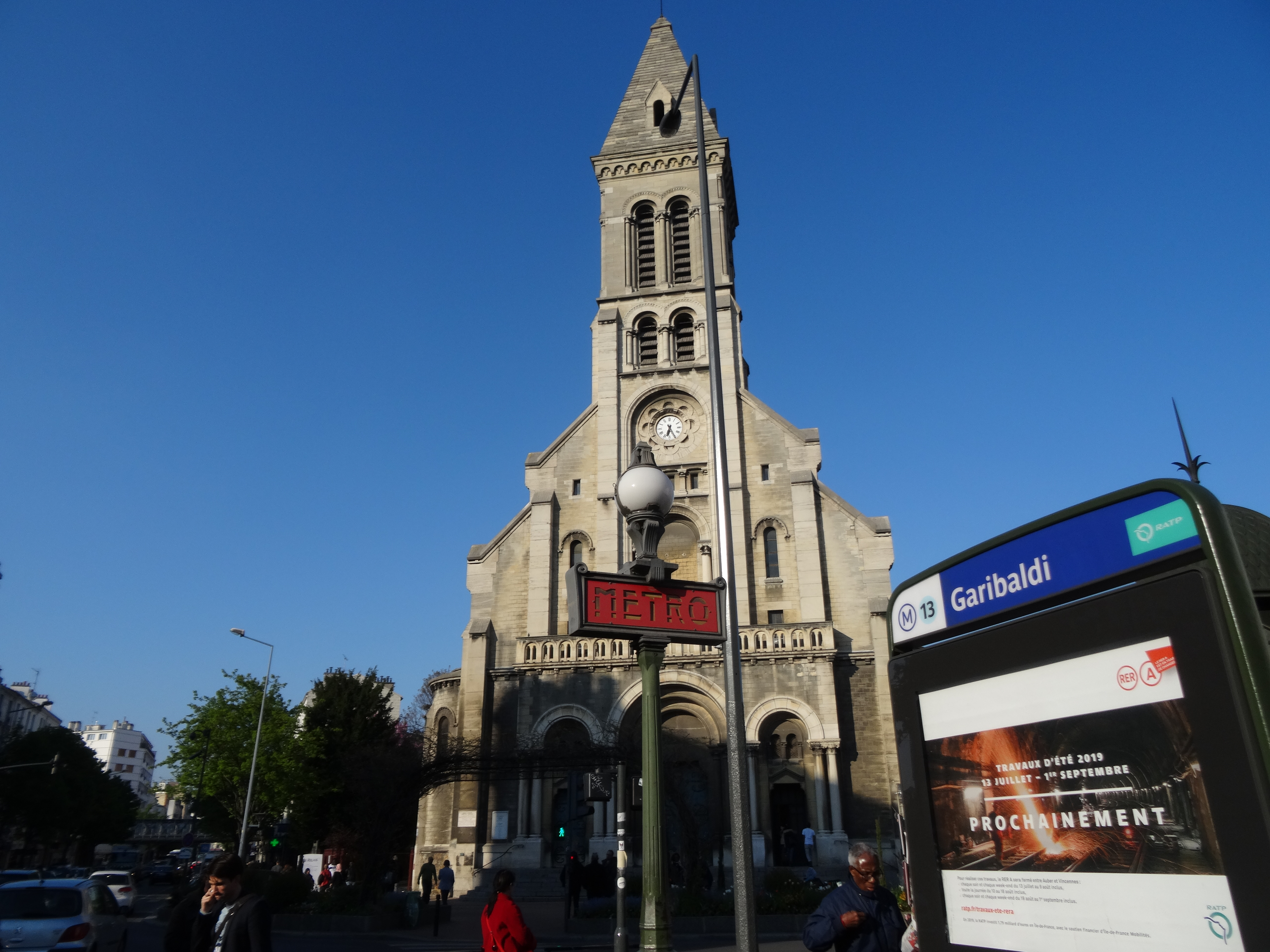
Dervaux-Kandelaber am nordöstlichen Zugang, im Hintergrund die Kirche Notre-Dame-du-Rosaire

Die Station wurde am 30. Juni 1952 in Betrieb genommen, als die RATP die Verlängerung des Nordost-Zweigs der Linie 13 von Porte de Saint-Ouen bis Carrefour Pleyel eröffnete.
Die Halle weist einen elliptischen Querschnitt auf, ihre Decken und Wände sind weiß gefliest. Anders als bei den von der Société du chemin de fer électrique souterrain Nord-Sud de Paris (Nord-Sud) gebauten Hallen der Linie folgen – der Bauweise der Compagnie du chemin de fer métropolitain de Paris (CMP) entsprechend – deren Seitenwände im unteren Bereich der Krümmung der Ellipse. An den beiden Streckengleisen liegen Seitenbahnsteige von jeweils 75 m Länge.
Im Bereich zwischen der Rue Garibaldi und der Einmündung der Rue Charles Schmidt liegen drei Zugänge, die zum Nordkopf der Station führen und mit von Adolphe Dervaux im Stil des Art déco entworfenen Kandelabern markiert sind. Dazu kommt an der Ostseite der Avenue Gabriel Péri ein Ausgang mit einer Rolltreppe.

## Fahrzeuge
Auf der Verlängerung der Linie 13 liefen zunächst noch Fahrzeuge der Bauart Sprague-Thomson mit Modifikationen entsprechend den Vorgaben der ehemaligen Betreibergesellschaft Nord-Sud der Linie. Ab deren Eröffnung wurden sie nach und nach durch die Baureihe MA ersetzt, jene ab 1975 wiederum durch die Baureihe MF 67. 1978 erhielt die Linie als erste im Netz die neuen Züge der Baureihe MF 77, die seitdem als einziger Fahrzeugtyp dort verkehrt.

## Sonstiges

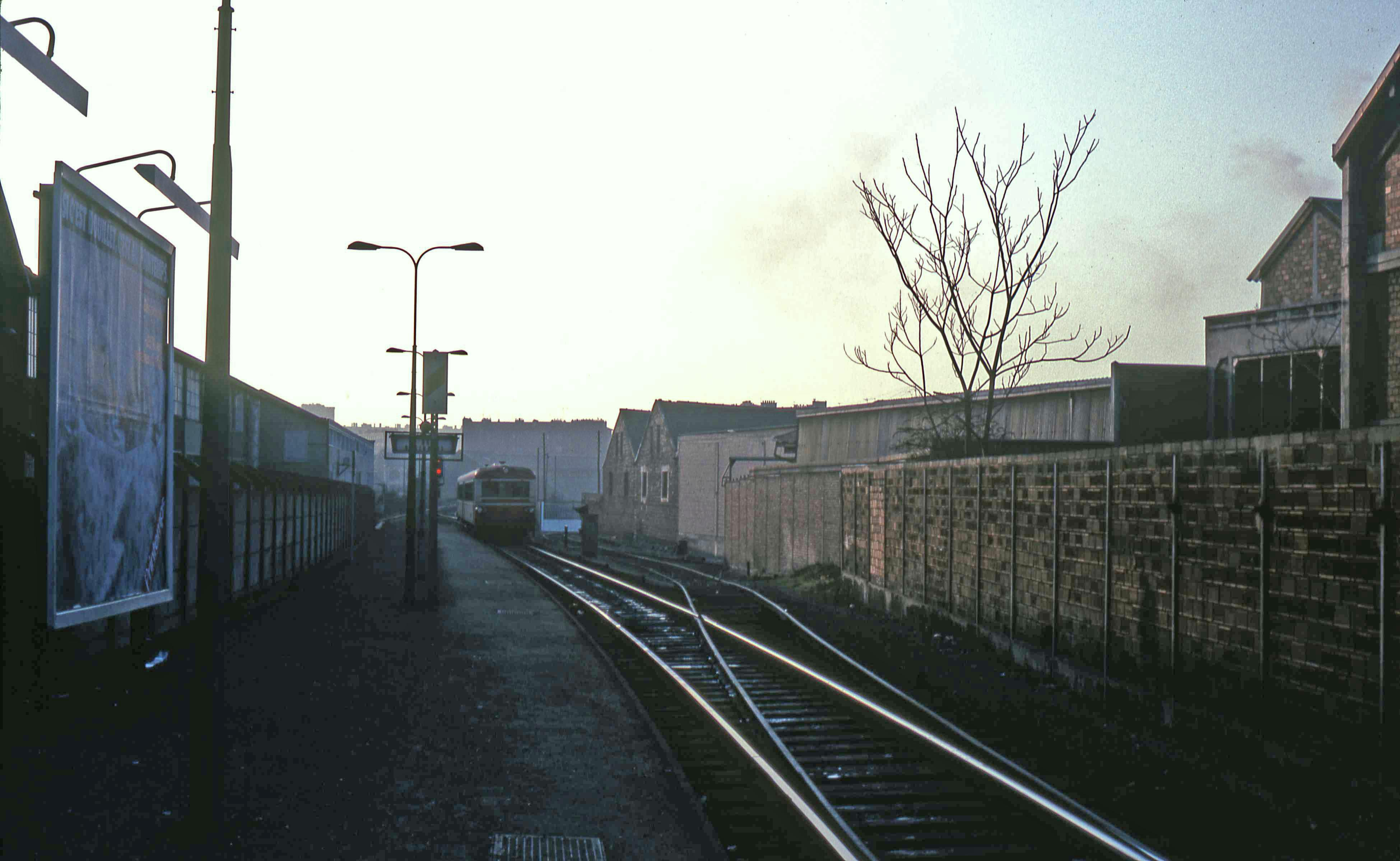
Bahnhof Saint-Ouen-Garibaldi der SNCF (1980)

Bis 1988 bestand am nahen Bahnhof Saint-Ouen-Garibaldi die Umsteigemöglichkeit zu Zügen der SNCF.

## Umgebung
- Kirche Notre-Dame-du-Rosaire
- Flohmarkt Marché aux puces de Saint-Ouen